# YouTube Bazaar
YouTube Bazaar este un film documentar românesc din 2015 regizat de Dan Chișu. Filmul îl are ca subiect pe Daniel „Bahoi” Alexe, un bărbat de etnie romă, devenit cunoscut în urma unui videoclip viral postat pe platforma YouTube. Prin interviuri cu persoane din domeniul mass-media, alte filmări ale lui Bahoi sunt analizate în contextul creșterii în popularitate a internetului și a serviciilor de încărcare online a videoclipurilor.

## Rezumat
Filmul începe cu Daniel „Bahoi” Alexe, un tânăr de etnie romă originar din comuna constănțeană Lumina, sosit în București pentru a strânge calculatoare de la persoane care nu le mai folosesc, cu scopul de a le dona apoi copiilor fără posibilități materiale.
Alexe explică originile poreclei sale, „Bahoi”, iar mama acestuia vorbește despre pasiunea lui înca din copilărie pentru filmat. Urmează o reconstituire și o analiză a videoclipului devenit viral pe platforma  online YouTube, în care Bahoi se aruncă de pe un pod suspendat, în apă, în timp ce este urmărit și filmat de câțiva copii din sat. Se discută despre cum platforma YouTube și, implicit internetul, dă șansa unor înregistrări ca acestea să devină populare. Documentarul continuă cu analiza altor videoclipuri încărcate de Bahoi: o serie (intitulată „Bahoi de învață”) în care acesta face tutoriale și dă sfaturi audienței pe diverse teme, un număr de piese hip hop compuse și interpretate de el, câteva filme de scurt metraj și mai multe înregistrări cu locuitor ai comunei Lumina sau din împrejurimi. Este prezentat fandom-ul online al lui Bahoi care publică filmări imitând și parodiind scene din videoclipurile sale.
Ca o continuare a scenei din introducere, Bahoi montează un calculator într-o locuință suprapopulată de romi, învățându-i să-l folosească și să urmărească videoclipuri pe internet. Textul afișat în timpul genericului de final menționează că Bahoi a instalat calculatoare vechi pentru 47 de familii de rromi din satul său.

## Interviuri
Persoanele intervievate și numite în film sunt listate în ordinea apariției:
- Gheorghe Daniel „Bahoi” Alexe
- Iulian Comănescu, blogger
- Costi Rogozanu, jurnalist
- Bogdan Teodorescu, profesor și analist politic
- Alfred Bulai, sociolog și profesor universitar
- Mugur Ciumăgeanu, psiholog
- Teo, comedian
- Bogdan Naumovici, director de creație
- Tudor Giurgiu, regizor și producător
- Valentin Pavel, producător al platformei 220.ro
- Cosmin Urmeanu, proprietar al unui internet cafe local
- Aforic, rapper
- Gojira, muzician și DJ
- Dragoș Mușat, copywriter
- Mădălin Voicu, parlamentar
- Paul Ilea, compozitor
- Dobrin Aurel, locuitor al comunei

## Producție
YouTube Bazaar a fost regizat, scris și produs de Dan Chișu, prin DaKINO Production, în colaborare cu Watch Me Productions și DiudFilm. Andrei Gheorghe a fost director de imagine, montajul a fost realizat de Mihai Codleanu, iar inginer de sunet a fost Marius Leftărache. Din coloana sonoră face parte piesa „Robot Armăsar Attack”, un remix al unei piese de Liviu Vasilică, produs de Gojira. Filmările au avut loc, cu întreruperi, pe durata a trei ani. Mare parte din scene au fost filmate în satul lui Bahoi, iar scenele în care acesta strânge calculatoare pentru a le dona copiilor au fost filmate în București. Într-un interviu pentru All About Romanian Cinema, Chișu a declarat că, prin urmărirea videoclipurilor lui Bahoi, a dorit să analizeze „fenomenul YouTube în lume, sau cel puțin în România”.
Filmul a avut premiera pe 3 iunie 2015, în cadrul Festivalul internațional de film Transilvania.